# Den Burg
Den Burg (Tessels: de Burreg) is een dorp in de gemeente Texel in de provincie Noord-Holland.
Den Burg is het grootste dorp op het Nederlandse Waddeneiland Texel. Het telt 7.685 inwoners (2023); dat is meer dan de helft van het aantal inwoners van Texel. In het dorp staat ook het gemeentehuis van de gemeente Texel, een openbare bibliotheek, een bioscoop en een zwembad.

## Geschiedenis
Uit archeologische opgravingen is gebleken dat de plek waar het dorp ligt al lang bewoond wordt. Zo heeft er vermoedelijk een Friese burcht gelegen die in zevende eeuw is verwoest. Daarbij wordt gedacht aan Franken.
In 1345/1346 is het dorp opnieuw door een vestingwal omgeven door graaf Jan van Beaumont. De in het dorp gelegen kloosterhof (of uithof) naastte hij en bouwde hij om tot het bestuurscentrum van het eiland. Het ringvormige patroon van de straten in het centrum herinnert nog aan het vestingkarakter. De Oudheidkamer is gevestigd in een van de oudste huizen van Den Burg.
Tweede Wereldoorlog
Den Burg heeft veel te lijden gehad tijdens de opstand van de Georgiërs in de Tweede Wereldoorlog. Door de beschieting met mortieren zijn veel gebouwen ernstig beschadigd, waaronder monumenten. Op bevel van de nazi's werd het Esperantomonument in 1941 afgebroken, maar voor de sloop konden enkele mensen de belangrijkste onderdelen, zoals de teksten, de afbeelding van Zamenhof en de Esperanto-ster verwijderen en veiligstellen. Na de bezetting is op initiatief van dhr. Boon het monument herbouwd en op tweede pinksterdag 1950, opnieuw onthuld.
Tussen Den Burg en Oudeschild bevindt zich de Erebegraafplaats Hoge Berg Texel. Hier liggen 476 personen begraven, die deel uitmaakten van het 822e Georgische bataljon in de Wehrmacht.

## Oude binnenstad
Kaart van het oude centrum van Den Burg.

## Religie
De beeldbepalende De Burght aan de Binnenburg is gebouwd in de 15e eeuw. De toren van deze kerk heeft een stenen spits. Ook is er in het dorp een doopsgezinde Vermaning aanwezig. Andere kerken in Den Burg zijn de rooms-katholieke 19e-eeuwse Johannes de Doperkerk, de Gereformeerde Kerk, de Vrije baptisten, de Jehova's getuigen en het Bahai-geloof.

## Geboren in Den Burg
- Willem Eduard Bok (1846-1904), staatssecretaris van de Zuid-Afrikaansche Republiek
- Kees de Jager (1921-2021), astronoom, pionier van het ruimteonderzoek
- Hans Kamp (1940), filosoof en linguïst
- Monica Maas (1953), illustratrice
- Tuur Elzinga (1969), politicus en vakbondsbestuurder
- Dorian van Rijsselberghe (1988), windsurfer
- Britte Stuut (2003), volleybalster

## Onderwijs
De Openbare Scholengemeenschap De Hogeberg die het voortgezet onderwijs voor het eiland verzorgt, is gevestigd in Den Burg. Hier wordt onderwijs voor vmbo, havo en vwo aangeboden. Voor het basisonderwijs zijn er vijf scholen in het dorp aanwezig: Jac. P. Thijsseschool (openbaar), De Fontein (protestants-christelijk), de Jozefschool (rooms-katholiek), de Kompasschool (speciaal onderwijs) en de Vrije School (antroposofie).

## Afbeeldingen

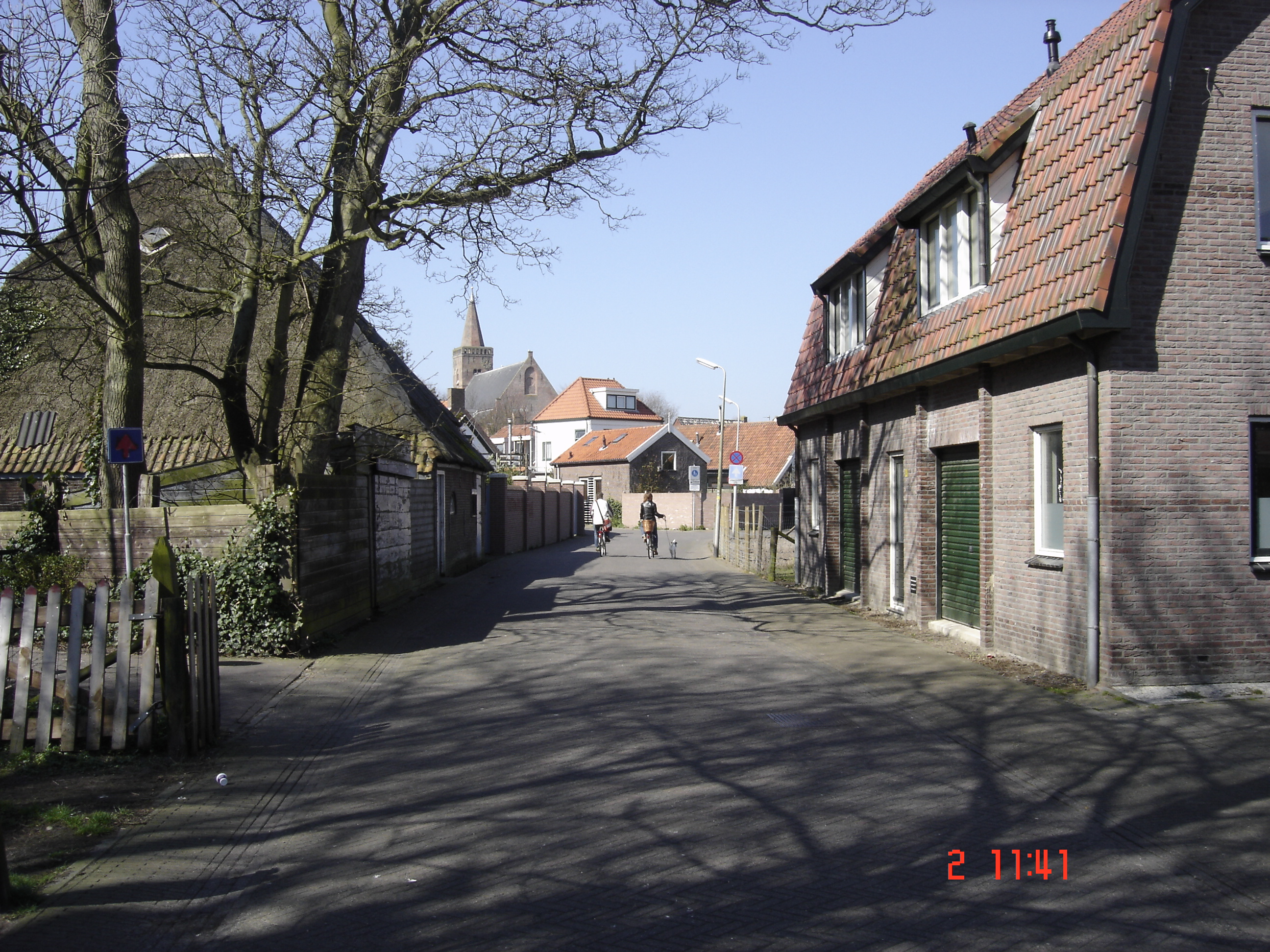
Een doorkijkje
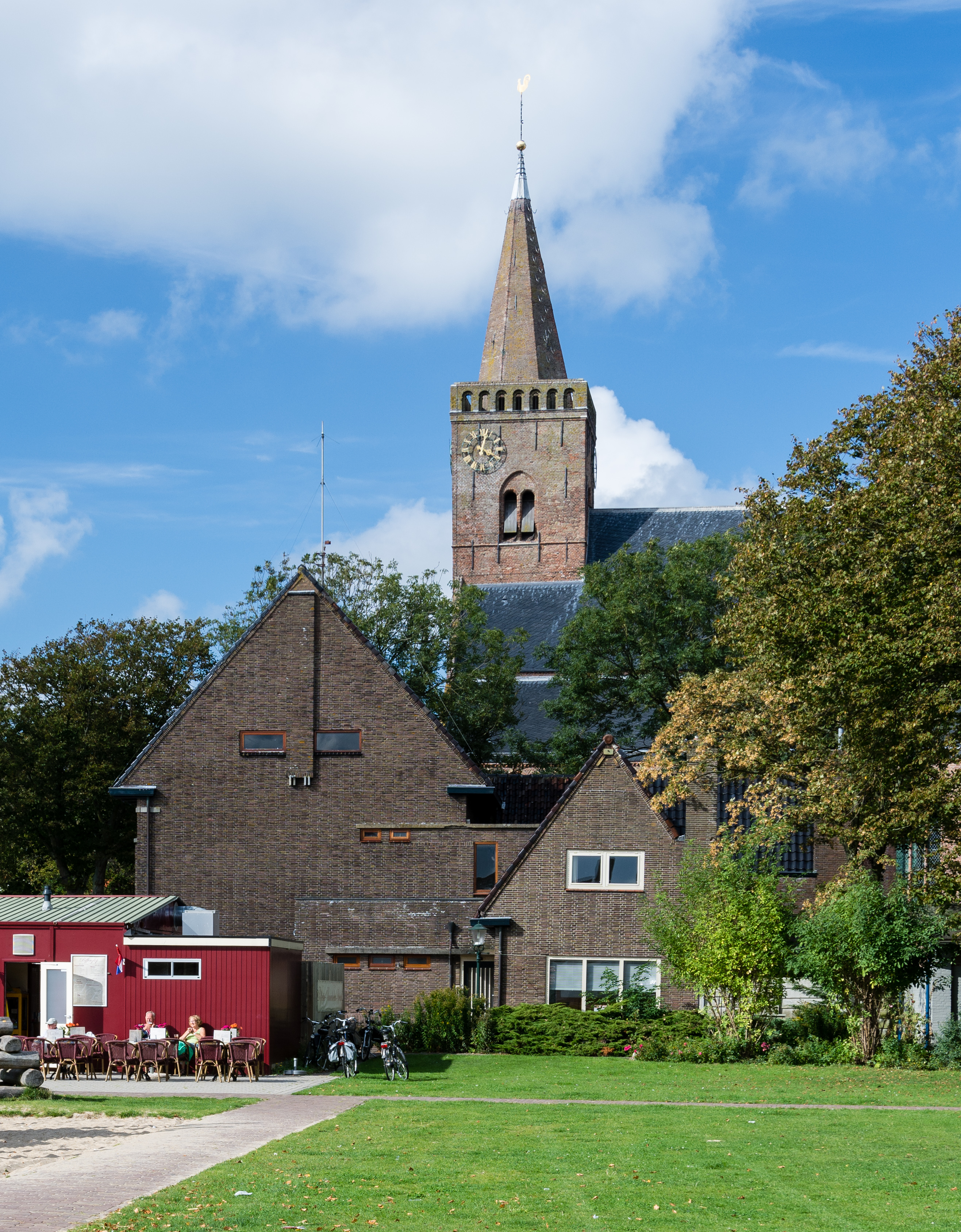
Hervormde kerk
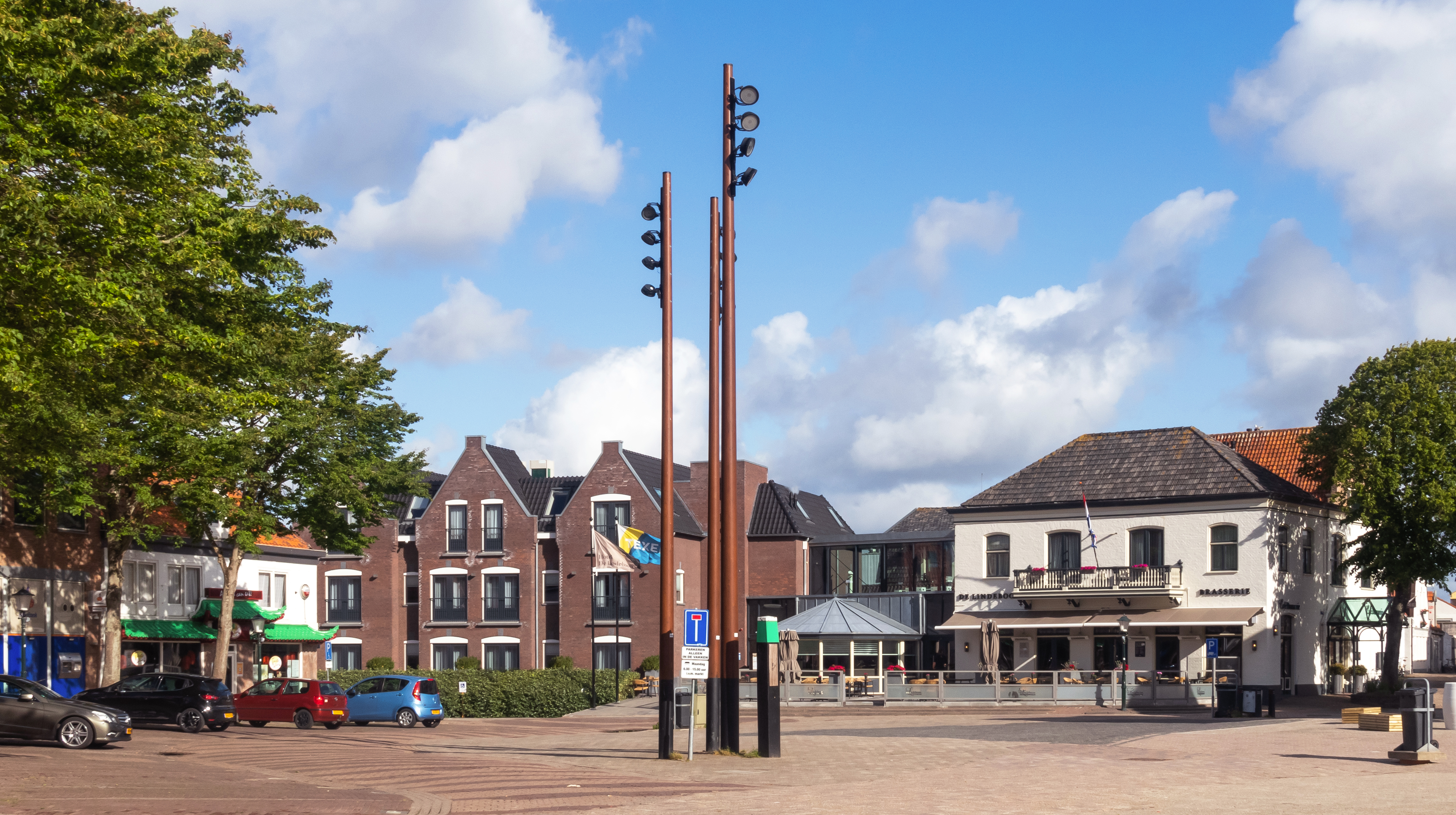
Sculpturen op de Vismarkt
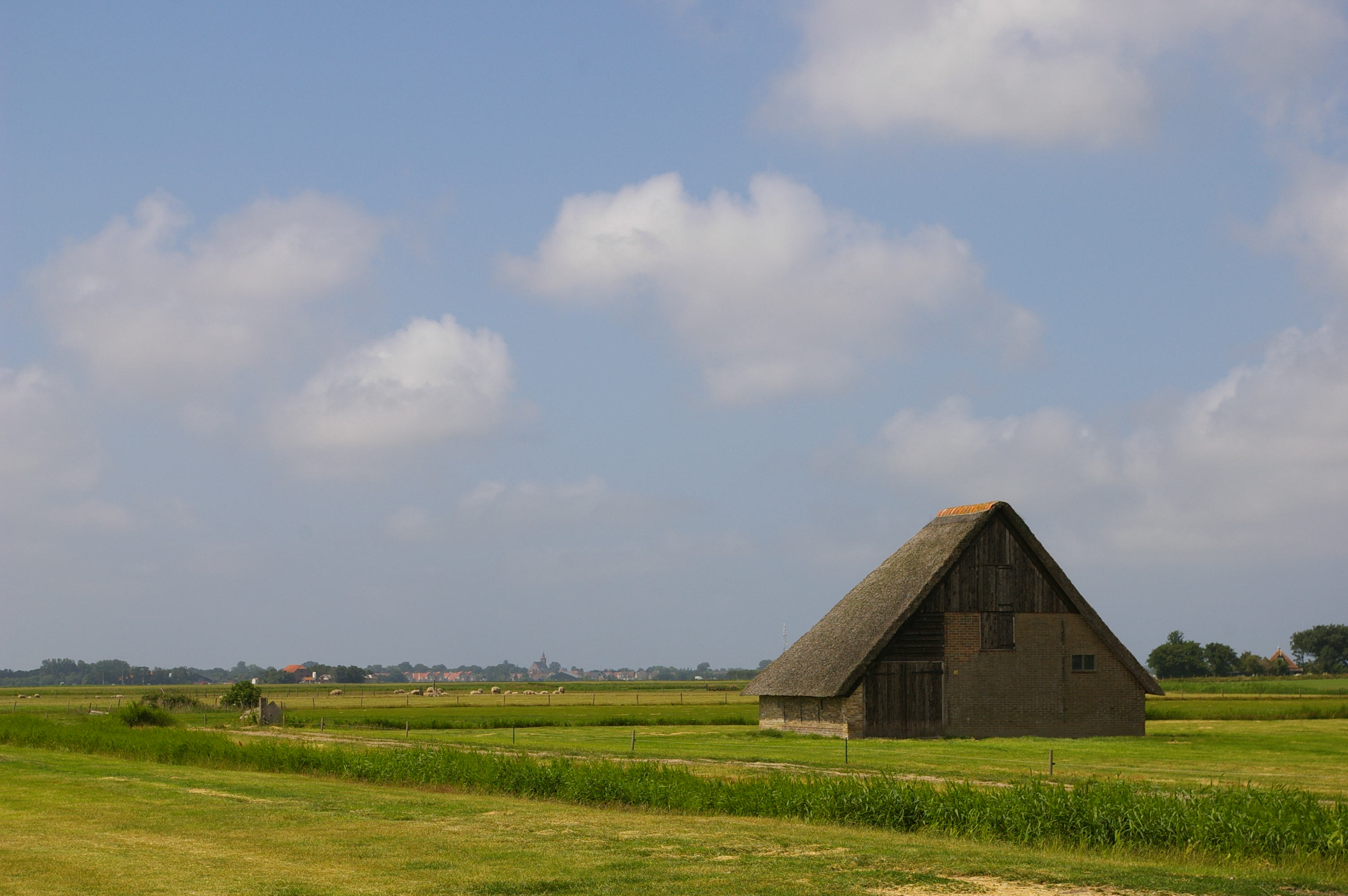
Gezicht op Den Burg
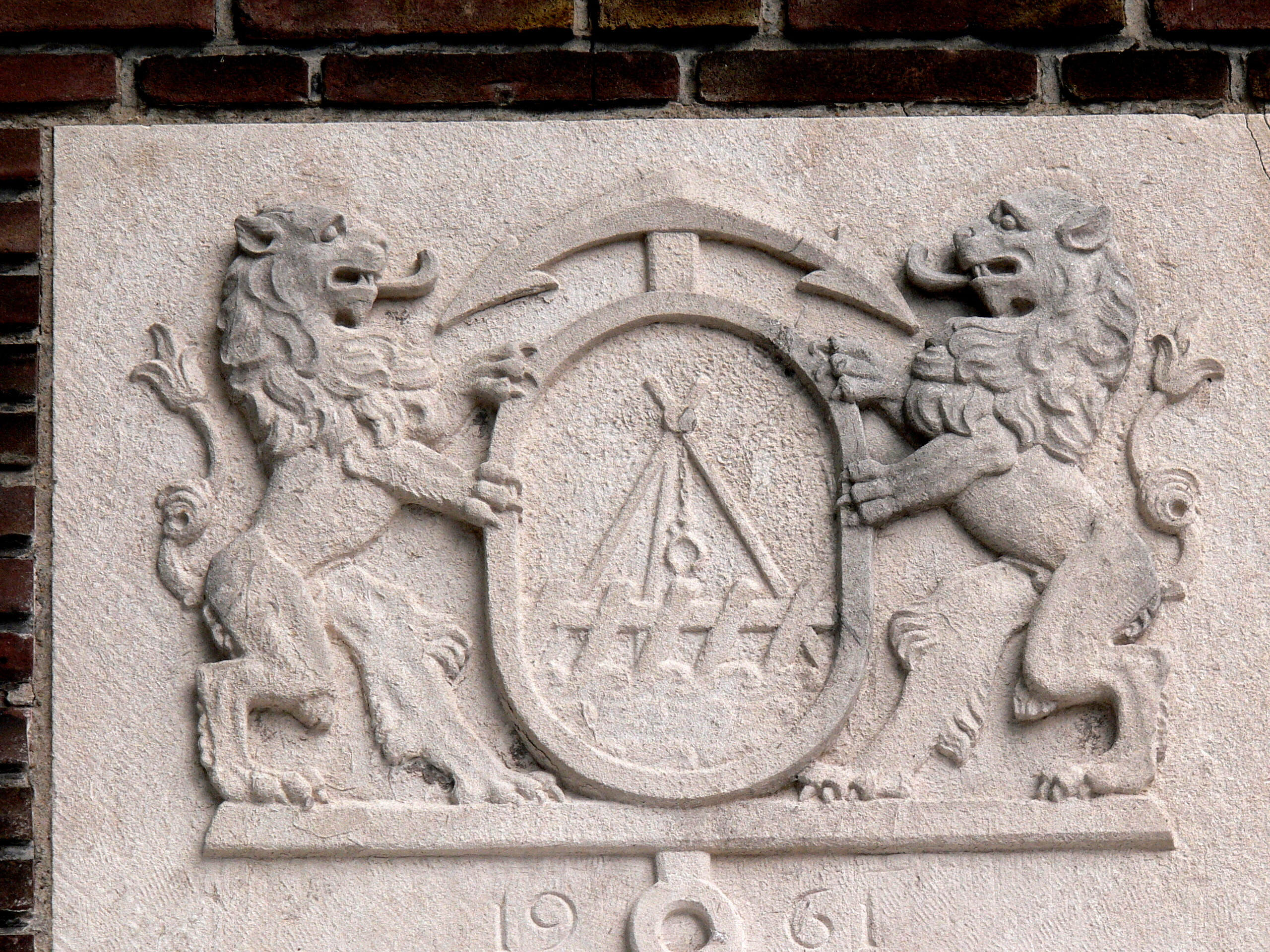
Wapen van De Burg op het Polderhuis

## Trivia
De Oudheidkamer stond in 2013 model voor het 94e Delfts blauwe huisje van KLM.